# Корытница (Локачинская поселковая община)
Корытница (укр. Коритниця) — село в Локачинской поселковой общине Владимирского района Волынской области Украины.
До 2020 года входило в Локачинский район.
Код КОАТУУ — 0722484602. Население по переписи 2001 года составляет 737 человек. Почтовый индекс — 45544. Телефонный код — 3374. Занимает площадь 2,585 км².